# Úrkast
Úrkast también Úrkast dyrt  fue una forma métrica de composición, de las más antiguas en la poesía escáldica, de versos cortos en comparación con otras formas de rima y no siempre aptas para adaptar un verbo adicional. Era una de las más populares entre escaldos junto a braghent y samhent.